# Sliedrecht Sport
Sliedrecht Sport is een volleybalvereniging uit Sliedrecht, Zuid-Holland, Nederland.

## Algemeen
De vereniging ontstond in 1956 uit de fusie van de clubs Full Speed en Olympia. In het seizoen 2019/20 speelden zowel het eerste mannen- als vrouwenteam op het hoogste niveau in de Eredivisie.

## Erelijst
| Competitie          | Mannen | Vrouwen                      |                           |
| ------------------- | ------ | ---------------------------- | ------------------------- |
| Landskampioen       |        | 2012, 2013, 2017, 2018, 2019 | [ 1 ] [ 2 ] [ 3 ] [ 4 ]   |
| Kampioen Topdivisie | 2018   |                              | [ 5 ]                     |
| Bekerwinnaar        |        | 2012, 2015, 2018, 2019, 2020 | [ 6 ] [ 7 ]               |
| Supercup            |        | 2013, 2017, 2018, 2019       | [ 8 ] [ 9 ] [ 10 ] [ 11 ] |

## Dames 1

### Overzicht seizoenen
Na de wedstrijd om de nationale supercup te hebben verloren van Irmato VC Weert, prolongeerde Dames 1 de landstitel door in de 26e speelronde (van 28) SV Dynamo Apeldoorn te verslaan. (Er werd dat seizoen bij de dames in de DELA Eredivisie een dubbele competitie gespeeld in plaats van play-offs.) In de strijd om de nationale beker werd in de halve finales verloren van de latere winnaar VV Alterno.
| No.           | Naam              | Land      | Positie         | Geb.datum  | Lengte |
| ------------- | ----------------- | --------- | --------------- | ---------- | ------ |
| 1             | Kirsten Knip      | Nederland | Libero          | 14-09-1992 | 1.78 m |
| 2             | Inge Molendijk    | Nederland | Spelverdeler    | 09-12-1992 | 1.86 m |
| 3             | Sterre van Doorn  | Nederland | Spelverdeler    | 25-05-1994 | 1.84 m |
| 4             | Rianne Lantinga   | Nederland | Middenaanvaller | 23-01-1986 | 1.85 m |
| 5             | Celia Diemkoudre  | Nederland | Diagonaal       | 30-07-1992 | 1.82 m |
| 6             | Lynn Thijssen     | Nederland | Middenaanvaller | 22-08-1992 | 1.87 m |
| 7             | Nienke de Waard   | Nederland | Diagonaal       | 24-07-1984 | 1.80 m |
| 8             | Pamela Domselaar  | Nederland | Passer-loper    | 08-07-1982 | 1.77 m |
| 9             | Mariska Koster    | Nederland | Middenaanvaller | 07-05-1986 | 1.78 m |
| 10            | Bianca Gommans    | Nederland | Passer-loper    | 28-03-1988 | 1.83 m |
| 11            | Esther van Berkel | Nederland | Passer-loper    | 31-08-1990 | 1.75 m |
| 12            | Lidia Bons        | Nederland | Passer-loper    | 03-02-1991 | 1.80 m |
| Trainer/coach | Appie Krijnsen    | Nederland |                 |            |        |
| Assistent     | Erik Zietse       | Nederland |                 |            |        |

Na een 3e plaats in het reguliere gedeelte van de toenmalige DELA League, werd Dames 1 landskampioen door in de play-offs achtereenvolgens Pollux, Irmato VC Weert en VC Sneek te verslaan. Tevens werd de nationale beker veroverd door een overwinning in de finale op Irmato VC Weert.
| No.           | Naam               | Land      | Positie         | Geb.datum  | Lengte |
| ------------- | ------------------ | --------- | --------------- | ---------- | ------ |
| 1             | Samantha Jimenez   | Nederland | Libero          | 01-04-1993 | 1.76 m |
| 2             | Inge Molendijk     | Nederland | Spelverdeler    | 09-12-1992 | 1.84 m |
| 3             | Florieke Eggermont | Nederland | Spelverdeler    | 05-02-1989 | 1.76 m |
| 4             | Brecht Gijsbertsen | Nederland | Middenaanvaller | 25-01-1987 | 1.89 m |
| 5             | Celia Diemkoudre   | Nederland | Diagonaal       | 30-07-1992 | 1.82 m |
| 6             | Lynn Thijssen      | Nederland | Middenaanvaller | 22-08-1992 | 1.87 m |
| 7             | Nienke de Waard    | Nederland | Diagonaal       | 24-07-1984 | 1.80 m |
| 8             | Pamela Domselaar   | Nederland | Passer-loper    | 08-07-1982 | 1.78 m |
| 9             | Mariska Koster     | Nederland | Middenaanvaller | 07-05-1986 | 1.78 m |
| 10            | Bianca Gommans     | Nederland | Passer-loper    | 28-03-1988 | 1.83 m |
| 11            | Esther van Berkel  | Nederland | Passer-loper    | 31-08-1990 | 1.75 m |
| 12            | Shannon Gerhardt   | Nederland | Passer-loper    | 03-10-1986 | 1.77 m |
| Trainer/coach | Meino Rozendal     | Nederland |                 |            |        |
| Assistent     | Roeland Appels     | Nederland |                 |            |        |
| Assistent     | Hans Kooijmans     | Nederland |                 |            |        |

| No.           | Naam               | Land      | Positie         | Geb.datum  | Lengte |
| ------------- | ------------------ | --------- | --------------- | ---------- | ------ |
| 1             | Samantha Jimenez   | Nederland | Libero          | 01-04-1993 | 1.76 m |
| 2             | Fanny Lafeber      | Nederland | Passer-loper    | 06-07-1979 | 1.80 m |
| 3             | Florieke Eggermont | Nederland | Spelverdeler    | 05-02-1989 | 1.76 m |
| 4             | Brecht Gijsbertsen | Nederland | Middenaanvaller | 25-01-1987 | 1.89 m |
| 5             | Karine Muijlwijk   | Nederland | Diagonaal       | 16-02-1988 | 1.83 m |
| 6             | Lynn Thijssen      | Nederland | Middenaanvaller | 22-08-1992 | 1.87 m |
| 7             | Laure Obelink      | Nederland | Diagonaal       | 22-03-1988 | 1.83 m |
| 8             | Pamela Domselaar   | Nederland | Passer-loper    | 08-07-1982 | 1.78 m |
| 9             | Mariska Koster     | Nederland | Middenaanvaller | 07-05-1986 | 1.78 m |
| 10            | Nikki Hoevenaars   | Nederland | Spelverdeler    | 10-11-1988 | 1.83 m |
| 11            | Esther van Berkel  | Nederland | Passer-loper    | 31-08-1990 | 1.75 m |
| 12            | Shannon Gerhardt   | Nederland | Passer-loper    | 03-10-1986 | 1.77 m |
| Trainer/coach | Meino Rozendal     | Nederland |                 |            |        |
| Assistent     | Roeland Appels     | Nederland |                 |            |        |
| Assistent     | Hans Kooijmans     | Nederland |                 |            |        |

| No.           | Naam               | Land      | Positie         | Geb.datum  | Lengte |
| ------------- | ------------------ | --------- | --------------- | ---------- | ------ |
| 1             | Simone Legerstee   | Nederland | Libero          | 27-06-1986 | 1.76 m |
| 2             | Fanny Lafeber      | Nederland | Passer-loper    | 06-07-1979 | 1.80 m |
| 3             | Sanne Hoevenaars   | Nederland | Middenaanvaller | 29-01-1987 | 1.88 m |
| 4             | Brecht Gijsbertsen | Nederland | Middenaanvaller | 25-01-1987 | 1.89 m |
| 5             | Karine Muijlwijk   | Nederland | Diagonaal       | 16-02-1988 | 1.83 m |
| 6             | Sanne Berculo      | Nederland | Spelverdeler    | 24-03-1980 | 1.82 m |
| 7             | Nienke de Waard    | Nederland | Diagonaal       | 24-07-1984 | 1.80 m |
| 8             | Pamela Domselaar   | Nederland | Passer-loper    | 08-07-1982 | 1.78 m |
| 9             | Mariska Koster     | Nederland | Middenaanvaller | 07-05-1986 | 1.78 m |
| 10            | Nikki Hoevenaars   | Nederland | Spelverdeler    | 10-11-1988 | 1.83 m |
| 12            | Flore Gravesteijn  | Nederland | Passer-loper    | 26-04-1987 | 1.87 m |
| Trainer/coach | Meino Rozendal     | Nederland |                 |            |        |
| Assistent     | Roeland Appels     | Nederland |                 |            |        |
| Assistent     | Hans Kooijmans     | Nederland |                 |            |        |

| No.              | Naam               | Land      | Positie                      | Geb.datum  | Lengte |
| ---------------- | ------------------ | --------- | ---------------------------- | ---------- | ------ |
| 1                | Simone Legerstee   | Nederland | Libero                       | 27-06-1986 | 1.76 m |
| 2                | Fanny Lafeber      | Nederland | Passer-loper                 | 06-07-1979 | 1.80 m |
| 3                | Sanne Hoevenaars   | Nederland | Middenaanvaller              | 29-01-1987 | 1.87 m |
| 4                | Mirjan de Vos      | Nederland | Passer-loper/diagonaal       | 26-06-1985 | 1.83 m |
| 5                | Ingerlise Kooijman | Nederland | Spelverdeler                 | 13-04-1985 | 1.68 m |
| 6                | Sanne Berculo      | Nederland | Spelverdeler                 | 24-03-1980 | 1.82 m |
| 7                | Nienke de Waard    | Nederland | Passer-loper/diagonaal       | 24-07-1984 | 1.80 m |
| 8                | Pamela Domselaar   | Nederland | Passer-loper                 | 08-07-1982 | 1.77 m |
| 9                | Mariska Koster     | Nederland | Middenaanvaller              |            |        |
| 10               | Nynke Remeeus      | Nederland | Passer-loper/middenaanvaller | 01-02-1985 | 1.80 m |
| 11               | Simone Salemans    | Nederland | Middenaanvaller              | 30-12-1987 | 1.88 m |
| 12               | Meike Martijn      | Nederland | Passer-loper/diagonaal       |            |        |
| Trainer/coach    | Saskia van Hintum  | Nederland |                              |            |        |
| 2e trainer/coach | Meino Rozendal     | Nederland |                              |            |        |
| Assistent        | Hans Kooijmans     | Nederland |                              |            |        |

| No.           | Naam                       | Land      | Positie                      |
| ------------- | -------------------------- | --------- | ---------------------------- |
| 1             | Simone Legerstee           | Nederland | Libero                       |
| 2             | Dineke van Dijken          | Nederland | Middenaanvaller              |
| 3             | Daphne van Werven          | Nederland | Spelverdeler                 |
| 4             | Mirjan de Vos              | Nederland | Passer-loper/diagonaal       |
| 5             | Ingerlise Kooijman         | Nederland | Spelverdeler                 |
| 6             | Annelies Koning            | Nederland | Passer-loper                 |
| 7             | Nienke de Waard            | Nederland | Passer-loper/diagonaal       |
| 8             | Pamela Domselaar           | Nederland | Passer-loper                 |
| 9             | Mariska Koster             | Nederland | Middenaanvaller              |
| 10            | Nynke Remeeus              | Nederland | Passer-loper/middenaanvaller |
| 11            | Simone Salemans            | Nederland | Middenaanvaller              |
| 12            | Meike Martijn              | Nederland | Passer-loper/middenaanvaller |
| Trainer/coach | Saskia van Hintum          | Nederland |                              |
| Assistent     | Mirelle den Ouden-Heerdink | Nederland |                              |